# Niesułków-Kolonia
Niesułków-Kolonia – wieś w Polsce położona w województwie łódzkim, w powiecie zgierskim, w gminie Stryków, na terenie Parku Krajobrazowego Wzniesień Łódzkich.
W latach 1975–1998 miejscowość administracyjnie należała do ówczesnego województwa łódzkiego.